# Castleton Square
Castleton Square es un centro comercial cerrado en el vecindario de Castleton en el lado noreste de la ciudad de Indianápolis, la capital del estado de Indiana (Estados Unidos). Construido por Edward J. DeBartolo Corporation y Homart Development Company en 1972, es propiedad y es administrado por Simon Property Group. Es el centro comercial más grande del estado de Indiana y se ha mantenido así desde su construcción. Sus tiendas ancla originales del eran J. C. Penney, Sears, Lazarus y Woolworth. Las expansiones en 1990 y 1998 se sumaron al número total de tiendas ancla y en línea, al tiempo que agregaron un patio de comidas. Las tiendas ancla son J. C. Penney, Forever 21, H&M, AMC Theatres, Dick's Sporting Goods, Macy's y Von Maur; la antigua ubicación de Sears ha estado vacante desde 2018. En general, Castleton Square consta de más de 130 tiendas en línea.

## Historia
Edward J. DeBartolo Corporation, empresa de desarrollo de centros comerciales con sede en Youngstown (Ohio), formó una empresa conjunta con Homart Development Company, una subsidiaria de desarrollo de centros comerciales de la cadena de tiendas departamentales Sears, para comenzar el desarrollo en Castleton Square en 1971. DeBartolo anunció el desarrollo del centro comercial en enero de ese año y comenzó a innovar poco después. Los planes originales requerían un centro comercial cerrado en forma de Y con tres tiendas ancla : Sears, J. C. Penney y Rike Kumler Co. (Rike's), una cadena de grandes almacenes con sede en Dayton, Ohio. El centro comercial estaría situado en la calle 82, en las afueras de la carretera interestatal 465, dentro del vecindario de Castleton, en el lado noreste de Indianápolis. Fue el segundo de los tres centros comerciales construidos por DeBartolo como parte de su expansión en Indianápolis, después de Lafayette Square Mall en 1968 y anterior a Washington Square Mall en 1974. La compañía eligió construir en el lado noreste del área metropolitana de Indianápolis, ya que el área estaba proyectada para un mayor crecimiento suburbano en los años intermedios. De manera similar, la investigación realizada por Sears mostró una tendencia en el crecimiento residencial en el lado noreste de la ciudad, creando así un mercado que la cadena consideró adecuado para una nueva tienda. Para adaptarse al tráfico del centro comercial, el Departamento de Transporte de Indiana anunció antes del desarrollo del centro comercial que expandiría la calle 82 a una carretera dividida de cuatro carriles. Los grandes almacenes federados (ahora Macy's, Inc.), entonces propietarios de la cadena Rike's, confirmaron a fines de 1971 que el tercer ancla de Castleton Square sería Lazarus, una cadena con sede en Columbus que también estaba bajo su propiedad. También se confirmó como inquilinos del centro comercial en 1972 un supermercado Kroger, una tienda de diez centavos de FW Woolworth Company y una sala de cine de tres pantallas. Los inquilinos en línea incluirían a Robert Hall Clothes, Hickory Farms, Kinney Shoes, Zales Jewelers, Waldenbooks y Orange Julius.

### Años 1970 y 1980
Al abrir, los 103 695 m² centro comercial era el más grande del estado de Indiana. Sears fue la primera tienda en abrir, y lo hizo en agosto de 1972. Un mes después, Kroger y otras 20 tiendas de centros comerciales también abrieron. Las ceremonias oficiales de apertura se llevaron a cabo el 13 de septiembre de 1972 y se iniciaron con una ceremonia de inauguración organizada por el entonces alcalde de Indianápolis, Richard Lugar. Características arquitectónicas de la alameda incluido una  fuente de 6 m de ancho y candelabros en la cancha central, 22 jardineras llenas de plantas tropicales vivas, 102 bancos circulares, claraboyas y piso de terrazo. El centro comercial también contaba con estacionamiento para hasta 7050 autos. Para la Navidad de 1972, había aumentado a 59 tiendas. J. C. Penney abrió sus puertas en enero de 1973, seguido de Woolworth en marzo. La tienda Lazarus, su primera ubicación en Indiana, abrió en agosto de 1973. Consta de 28 972 m², la tienda contaba con tres niveles y un restaurante con vista a la cancha central del centro comercial. A las ceremonias de apertura de la tienda asistió William P. Giovanello, el entonces presidente de la cadena. En el momento de la apertura de la tienda, DeBartolo confirmó que los centros comerciales Washington Square y Lafayette Square también incluirían tiendas Lazarus.

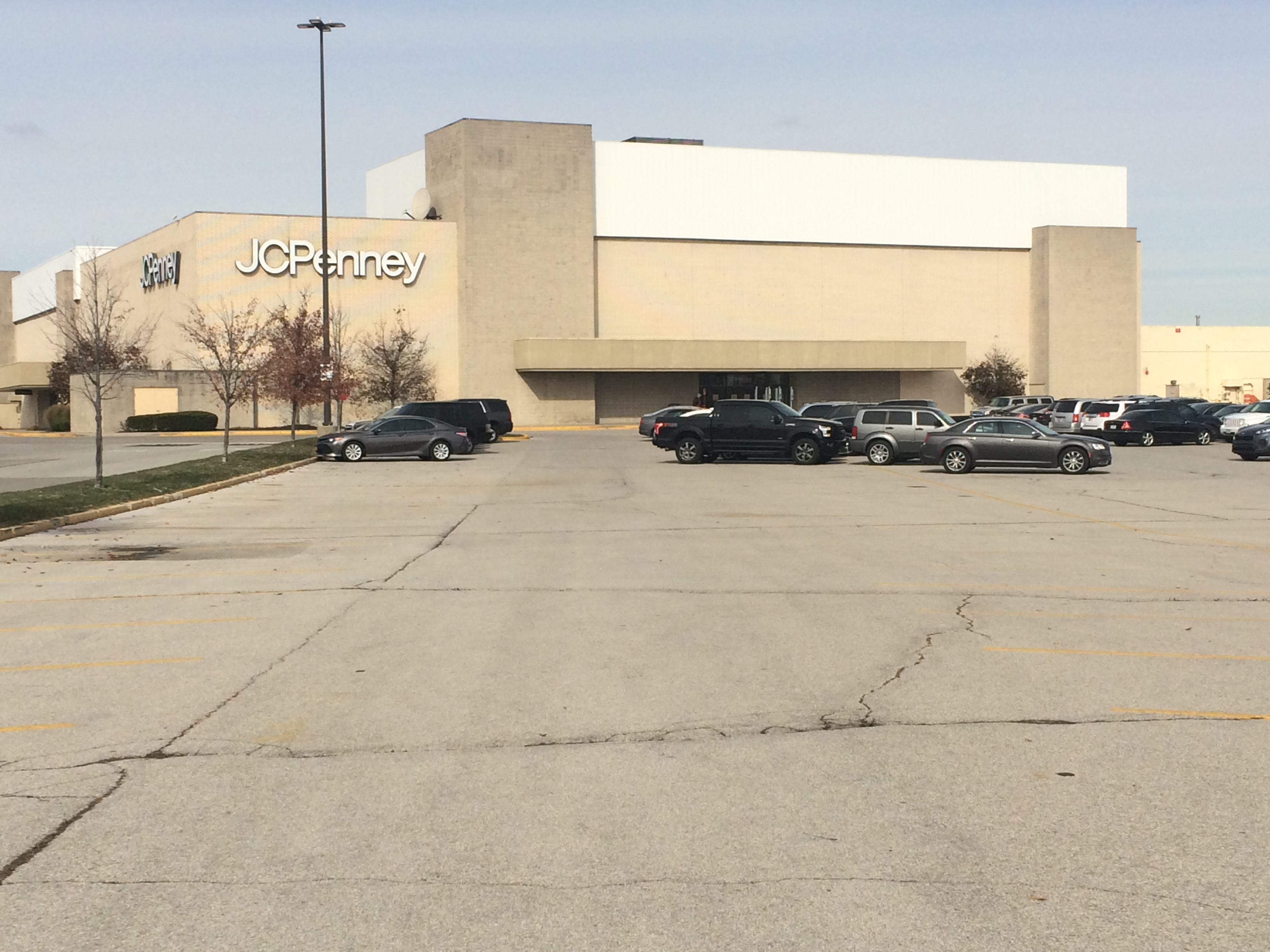
J. C. Penney, visto aquí en noviembre de 2019, es un inquilino original.

General Cinema Corporation expandió su presencia en Castleton Square en 1976 al construir un segundo cine en el estacionamiento al noreste de Sears. Kroger salió del centro comercial en 1979 para mudarse a una tienda más grande más abajo en la calle 82, y su antigua ubicación en el centro comercial se subdividió para obtener espacio adicional en el centro comercial. Woolworth cerró en el centro comercial en abril de 1982 debido a la falta de rentabilidad. Durante la temporada navideña de 1982, varios concesionarios de automóviles locales utilizaron el antiguo espacio de Woolworth como sala de exposición temporal. En 1983, Edward J. DeBartolo Corporation anunció que el centro comercial recibiría una renovación completa que incluiría nuevas macetas y bancos, la eliminación de la fuente de la cancha central a favor de un escenario de actuación, nueva iluminación, techos elevados en los grandes almacenes y un quiosco de atención al cliente. Además, Kohl's abriría una tienda por departamentos en la antigua ubicación de Woolworth. La tienda fue una de las cuatro abiertas ese año por Kohl's al ingresar a Indianápolis mediante la adquisición de propiedades abandonadas de Woolworth. Las festividades del décimo aniversario que coincidieron con la renovación del centro comercial y la apertura de Kohl's incluyeron actuaciones de más de cincuenta artistas circenses.

### Años 1990

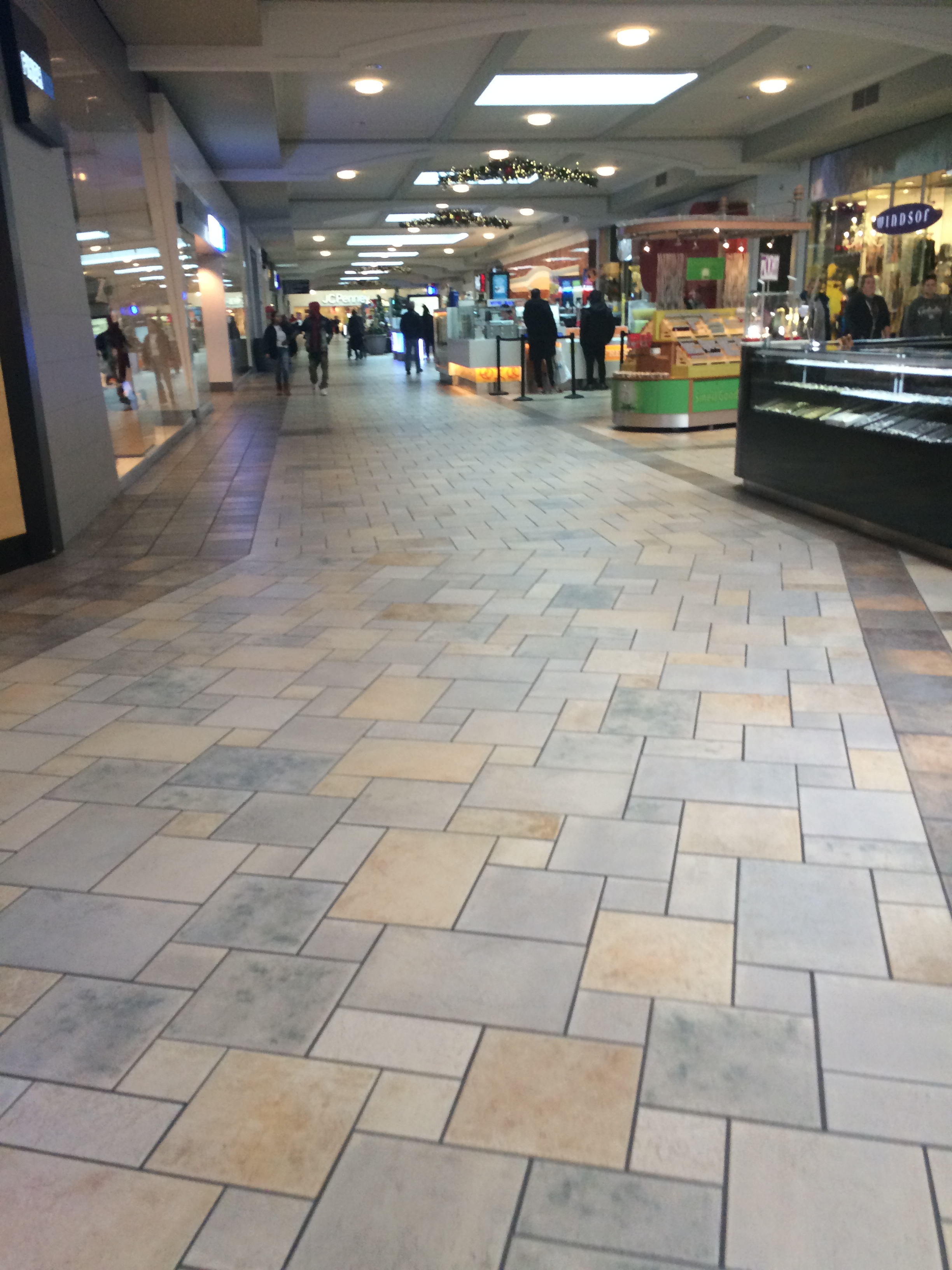
Una explanada del centro comercial en noviembre de 2019.

No se produjeron otros cambios importantes hasta 1990, cuando se agregaron dos tiendas ancla más. Primero fue L. S. Ayres, que construyó una tienda prototipo de 13 935 m² en el lado sur y abrió sus puertas en agosto de 1990. L. S. Ayres decidió construir la tienda para atraer clientes de ciudades al noreste de Indianápolis, como Anderson y Muncie. A diferencia de sus otras tiendas en ese momento, la de Castleton Square no vendía muebles debido a la proliferación de tiendas de muebles alrededor del centro comercial. Dos meses después, unos grandes almacenes Montgomery Ward de 10 034 m²  abrieron en el ala J. C. Penney. La tienda fue la primera construida especialmente por Montgomery Ward en un centro comercial de Indianápolis, ya que sus otras tres tiendas del centro comercial (Lafayette Square, Washington Square y Greenwood Park Mall) se compraron a William H. Block Co. en 1988. También a diferencia de esas tiendas, la de Castleton Square contaba con centros de reparación de electrodomésticos y electrónicos.
Otro cambio más en las tiendas ancla se produjo a principios de 1997 cuando Kohl's se mudó del centro comercial a una tienda más grande en el vecindario de Geist. Simon Property Group, que se fusionó con DeBartolo Corporation en 1996, anunció en julio de 1997 que la tienda Kohl's sería demolida a favor de una nueva ala con un patio de comidas y una tienda de artículos deportivos Galyan's, junto con renovaciones en las entradas del centro comercial, tragaluces y paisajismo, además de la adición de quioscos y nuevas instalaciones de baños más grandes. Tres meses después, Montgomery Ward anunció que cerraría su ubicación en Castleton Square, junto con las de Lafayette Square y Washington Square. Simon intentó volver a comprar la tienda de Montgomery Ward en 1998 con la intención de arrendarla a Lord & Taylor, pero la empresa fue superada por Von Maur, que había estado buscando ubicaciones en el mercado de Indianápolis durante varios años antes. Von Maur abrió sus puertas en junio de 1998. Galyan's también abrió sus puertas a mediados de 1998, convirtiéndose así en la primera tienda de la compañía en estar ubicada en un centro comercial. La tienda tenía casi el doble del tamaño de las ubicaciones de Galyan existentes en Indianápolis en ese momento. A finales de año, también se había abierto el patio de comidas adjunto. Contaba con 15 restaurantes y una decoración temática en torno a la jardinería, además de una fuente y una zona de juegos para niños.

### sigloXXI
En 2003, Federated Department Stores renombró todas las ubicaciones de Lazarus como Lazarus- Macy's para expandir el nombre de Macy's en todo Estados Unidos. La marca dual también introdujo varias líneas de productos de Macy's en la combinación de productos de Lazarus. El mismo año, se ampliaron ambos pisos del edificio de Galyan, aumentando el tamaño de la tienda en 1858 m²; un año después, Galyan's se vendió a Dick's Sporting Goods, lo que resultó en el cierre de un Dick's Sporting Goods cercano que solo había estado abierto durante un año. Federated adquirió The May Department Stores Company, entonces la empresa matriz de L. S. Ayres, en 2006 y anunció planes para convertir la mayoría de las marcas de May Department Stores en Macy's. Como parte de esto, la tienda de Lazarus-Macy's fue rebautizada nuevamente a solo Macy's. Castleton Square fue uno de los cuatro centros comerciales de Indiana en tener tanto un Macy's como una división de May Department Stores, por lo que en los cuatro casos Federated optó por mantener el Macy's existente y cerrar las tiendas adquiridas. Como resultado, la ubicación de L. S. Ayres se cerró a mediados de 2006. Un año después del cierre, el edificio fue demolido para un nuevo vestíbulo al aire libre con Borders Books & Music, un multiplex de AMC Theatres, Johnny Rockets, Stir Crazy, Cold Stone Creamery y H&M. Tras el cierre de Borders en 2011, se renovó su espacio para la tienda de ropa Forever 21.
El 31 de mayo de 2018, se anunció que la tienda Sears de dos pisos cerraría en septiembre de 2018, junto con otras 62 en todo el país. En el momento del cierre, era el último Sears que quedaba en Indianápolis. El mismo año, Macy's anunció que la tienda Castleton Square sería parte de su campaña "Crecimiento 50" para agregar nuevas opciones para los compradores en algunas de sus ubicaciones más rentables. La renovación incluye nueva iluminación, probadores y baños, departamentos de muebles ampliados, ubicaciones dedicadas para recolecciones y devoluciones en línea y opciones de pago móvil. A partir de 2019, Castleton Square sigue siendo el centro comercial más grande del estado de Indiana, con más de 130 tiendas.